# Витт, Ласло
Ласло Витт (англ. Laszlo Witt; 2 апреля 1933 — 27 декабря 2005) — канадский шахматист венгерского происхождения, международный мастер (1969).
Победитель открытого чемпионата Канады 1962 года, где одержал 9 побед в 9 партиях.
Многократный победитель открытых чемпионатов провинций Квебек (1962—1965, 1967) и Онтарио (1965), а также города Монреаля.
Выступления в чемпионатах Канады: 1963 — 7-е, 1969 — 4-6-е, 1972 — 6-8-е.
В составе сборной Канады участник трёх Шахматных олимпиад (1964—1966, 1970).

## Изменения рейтинга
| Графики недоступны из-за технических проблем. См. информацию на Фабрикаторе и на mediawiki.org. |